# Cyaniris alticola
Cyaniris alticola är en fjärilsart som beskrevs av Hugo Theodor Christoph. Cyaniris alticola ingår i släktet Cyaniris och familjen juvelvingar. Inga underarter finns listade i Catalogue of Life.